# Лука-Мелешківська
Лука-Мелешківська — село в Україні, у Вінницькому районі Вінницької області. Центр Лука-Мелешківської сільської громади. Село фактично є південним передмістям Вінниці.

## Етимологія топоніму
Назва села походить від території біля річки Чаплі – "луки" – і від прізвища першого власника – Ярмоли Мелешка, який володів цією земельною ділянкою наприкінці XVIII століття. 
Місцину, на якій виникло село, назвали заліссям через те, що воно з усіх боків "потопало" в лісах: з півночі, сходу і заходу. Назва Лука згадується в літописі від 1569 року.

## Історія
У селі виявлено поселення трипільської культури. Пам'ятка розташована поблизу села.
Під час другого голодомору у 1932–1933 роках, проведеного радянською владою, загинуло близько 200 осіб.
З 24 серпня 1991 року село входить до складу незалежної України.
У березні 2019 року між селянами, вірянами Православної церкви України та УПЦ МП, стався конфлікт біля церкви, під час якого одна зі сторін не пускала іншу на богослужіння. Поліція взяла під охорону церкву з метою попередження ескалації конфлікту на релігійній ниві.

## Населення

### Мова
Розподіл населення за рідною мовою за даними перепису 2001 року:
| Мова            | Кількість | Відсоток |
| --------------- | --------- | -------- |
| українська      | 3550      | 98.69%   |
| російська       | 45        | 1.25%    |
| білоруська      | 1         | 0.03%    |
| інші/не вказали | 1         | 0.03%    |
| Усього          | 3597      | 100%     |

## Природоохоронні об'єкти
У селі розташовані гідрологічні пам'ятки природи: Джерела «Чапля» (3 екз.) і Джерело «Липки», геологічна пам'ятка природи Скеля М. Коцюбинського, а також парк-пам'ятка садово-паркового мистецтва — «Мала Софіївка».

## Економіка
- ТОВ «Аграна Фрут Лука» — виробник фруктів.[8]
- ТОВ «Вінснек» — виробництво харчових продуктів.[9]

## Відомі люди
- Баранюк Василь Никифорович — Герой Радянського Союзу.
- Білоус Віталій Григорович (1971—2014) — молодший сержант ЗСУ, учасник російсько-української війни[10].
- Гальянова Валентина Олександрівна (1986 р.н.) — письменниця.
- Кодитик Степан Йосипович — український радянський діяч, учитель.
- Коломієць Богдан Олександрович (1995—2018) — молодший сержант Збройних сил України, учасник російсько-української війни.
- Юрій Кириченко (1888) — член 1-го Українського народного хору в Києві, яким керували О. Кошиць, К. Стеценко, М. Лисенко. У лютому 1919-го разом із Державною Українською Республіканською Капелою виїжджає за кордон. Коли в червні 1920-го дирегент Капели Олександр Кошиць занедужав, до обов'язків диригента приступив Ю. Кириченко. Під його керівництвом Капела успішно гастролювала в Німеччині та Іспанії. Тоді ж Ю. Кириченко очолює Український Народний Хор, на чолі якого гастроює в Європі, Алжирі, Тунісі. З 1925 року Ю. Кириченко очолює українські хори в Сполучених Штатах Америки. Зокрема, 24 останні роки свого життя він керував хором Української протестанської церкви в Нью-Йорку. Помер 2 липня 1951 року. Похований на кладовищі «Майпл Вуд» поблизу Нью-Йорка.
- Прибєга Леонід Володимирович (1944) — радянський і український архітектор-реставратор, кандидат архітектури, професор.
- Шевчук Василь Йосипович (1942 р.н.) — прозаїк, поет-пісняр, публіцист, травознай.